# Kelsey Wilson
Kelsey Wilson (* 22. Januar 1986 in Sault Ste. Marie, Ontario) ist ein ehemaliger kanadischer Eishockeyspieler, der im Verlauf seiner aktiven Karriere zwischen 2003 und 2014 unter anderem über 400 Spiele für die Milwaukee Admirals, Toronto Marlies und Utica Comets in der American Hockey League (AHL) auf der Position des linken Flügelstürmers bestritten hat. Seine größten Erfolge feierte Wilson, der den Spielertyp des Enforcers verkörperte, mit dem Gewinn der österreichischen und britischen Meisterschaft jedoch in europäischen Ligen.

## Karriere
Kelsey Wilson begann seine Karriere als Eishockeyspieler in der kanadischen Juniorenliga Ontario Hockey League (OHL), in der er von 2003 bis 2006 für Sarnia Sting und Guelph Storm aktiv war. Anschließend erhielt der Angreifer einen Vertrag bei den Milwaukee Admirals aus der American Hockey League (AHL), für die er die folgenden drei Jahre auf dem Eis stand. Zur Saison 2009/10 nahm der Kanadier ein Vertragsangebot des EC Red Bull Salzburg aus der österreichischen Erste Bank Eishockey Liga (EBEL) an. Mit den Salzburgern gewann er zum Saisonende die österreichische Meisterschaft, nachdem er mit der Mannschaft im Saisonverlauf bereits den IIHF Continental Cup errungen hatte.
Im Mai 2010 kehrte der Kanadier nach Nordamerika zurück, nachdem er einen Einjahresvertrag in der Organisation der Nashville Predators aus der National Hockey League (NHL) unterzeichnet hatte. Die Predators setzten ihn im Anschluss in ihrem Farmteam bei den Milwaukee Admirals in der AHL ein. Zur folgenden Spielzeit wechselte Wilson innerhalb der Liga zu den Toronto Marlies. Nachdem der Stürmer die Spielzeit 2012/13 bei den San Francisco Bulls und Trenton Titans in der ECHL begonnen hatte, wagte er  erneut den Sprung nach Europa. Dort spielte er in der Folge für die Nottingham Panthers in der britischen Elite Ice Hockey League (EIHL). Am Saisonende gelang ihm mit den Panthers der Grand Slam in der EIHL mit dem Gewinn des Challenge Cups, der Liga-Hauptrunde gleichbedeutend mit der britischen Meisterschaft und den Playoffs. Zur Spielzeit 2013/14 versuchte Wilson wieder in der AHL Fuß zu fassen und begann das Spieljahr dort bei den Utica Comets. Bereits im Dezember 2013 schloss sich Wilson dem HC 05 Banská Bystrica aus der slowakischen Extraliga. Doch auch dort absolvierte der Enforcer nur eine einstellige Anzahl von Spielen. Die Saison beendete er schließlich bei den Coventry Blaze in der EIHL, bevor der 28-Jährige seine aktive Karriere im Sommer 2014 beendete.

## Erfolge und Auszeichnungen
| - 2010 IIHF-Continental-Cup-Gewinn mit dem EC Red Bull Salzburg - 2010 Österreichischer Meister mit dem EC Red Bull Salzburg - 2013 EIHL-Challenge-Cup-Gewinn mit den Nottingham Panthers | - 2013 Britischer Meister mit den Nottingham Panthers - 2013 EIHL-Playoffgewinn mit den Nottingham Panthers |

## Karrierestatistik
(Legende zur Spielerstatistik: Sp oder GP = absolvierte Spiele; T oder G = erzielte Tore; V oder A = erzielte Assists; Pkt oder Pts = erzielte Scorerpunkte; SM oder PIM = erhaltene Strafminuten; +/− = Plus/Minus-Bilanz; PP = erzielte Überzahltore; SH = erzielte Unterzahltore; GW = erzielte Siegtore; 1 Play-downs/Relegation; Kursiv: Statistik nicht vollständig)